# Premio Castilla y León de las Letras
El Premio Castilla y León de las Letras fue creado mediante el Decreto 54/1984, de 5 de julio, con el objetivo de galardonar la labor de aquellas personas, equipos e instituciones que hayan contribuido a la exaltación de los valores de la comunidad castellana y leonesa, o que realizada por castellanos y leoneses, dentro o fuera del ámbito territorial de la comunidad, supusiera una aportación destacada al saber universal, que han destacado en poesía, narrativa, filología, etc.
El premio se otorga anualmente antes del 23 de abril, fiesta de la comunidad autónoma.
La edición de 2019 (que se debería haber fallado en 2020) quedó anulada debido a la pandemia de COVID-19 en España.

## Lista de galardonados
| Año  | Premiado                                          | Actividad |
| ---- | ------------------------------------------------- | --- |
| 1984 | Miguel Delibes                                    | Narrativa |
| 1985 | Antonio Gamoneda                                  | Poesía, ensayo |
| 1986 | Claudio Rodríguez                                 | Poesía |
| 1987 | Julián Marías                                     | Filosofía |
| 1988 | José Jiménez Lozano                               | Ensayo, novela, relatos cortos, diarios, poesía |
| 1989 | Francisco Pino                                    | Poesía |
| 1990 | Rosa Chacel                                       | Novela, relato breve, poesía, biografía y diarios, ensayo |
| 1991 | Carmen Martín Gaite                               | Novela, relato breve, cuentos infantiles, teatro, poesía y ensayo |
| 1992 | José María Valverde                               | Poeta, ensayista, crítico literario, historiador de las ideas y traductor español. |
| 1993 | Emilio Alarcos Llorach                            | Lingüista |
| 1994 | Victoriano Crémer                                 | Poesía, narrativa, ensayo |
| 1995 | Gonzalo Torrente Ballester                        | Novela, teatro, ensayo |
| 1996 | Francisco Rodríguez Adrados                       | Filología clásica |
| 1997 | Gonzalo Santonja                                  | Narrativa, poesía, ensayo |
| 1998 | Antonio Colinas                                   | Poesía, narrativa, ensayo, traducción |
| 1999 | Antonio Pereira                                   | Poesía, narrativa breve, novela |
| 2000 | Luis Mateo Díez                                   | Narrativa, poesía |
| 2001 | Eugenio de Nora                                   | Poesía |
| 2002 | Elena Santiago                                    | Novela |
| 2003 | Josefina Aldecoa                                  | Novela, ensayo, biografía, pedagogía |
| 2004 | Luciano G. Egido                                  | Novela, relatos cortos |
| 2005 | José Ángel González Sainz                         | Novela |
| 2006 | Raúl Guerra Garrido                               | Novela |
| 2007 | Gustavo Martín Garzo                              | Novela, relatos infantiles, ensayo |
| 2008 | José María Merino                                 | Novela, literatura juvenil, poesía, ensayo |
| 2009 | José Luis Alonso de Santos                        | Dramaturgo, director de escena y guionista |
| 2010 | Andrés Trapiello                                  | Poesía, novela, ensayo e historia |
| 2011 | José María Fernández Nieto                        | Poesía |
| 2012 | Juan Pedro Aparicio                               | Novela, cuentos |
| 2013 | Jesús Hilario Tundidor                            | Poesía |
| 2014 | Fermín Herrero                                    | Poesía |
| 2015 | Arcadio Pardo y Luis López Álvarez                | Poesía, ensayo, edición |
| 2016 | Óscar Esquivias                                   | Novela, cuentos, literatura juvenil[1] |
| 2017 | Juan Carlos Mestre                                | Poesía[2][3] |
| 2018 | José Luis Puerto                                  | Poesía[4] |
| 2019 | No se falló por la pandemia de COVID-19 en España | |
| 2020 | Gonzalo Calcedo                                   | Cuento[5] |
| 2021 | Juan Manuel de Prada                              | Por su amplia obra, su dominio del lenguaje y su proyección nacional e internacional y por su faceta metaliteraria, muy posmoderna, tanto en la relectura de las vanguardias, como en el reciclaje de diversos materiales literarios.[6] |
| 2022 | Fernando Sánchez Dragó                            | Novela, ensayo e historia |
| 2023 | Fernando Arrabal                                  | Por ser autor de una obra dilatada y mundialmente reconocida que bebe de las fuentes del surrealismo para evolucionar hacia un estilo singular e irrepetible que el propio autor quiso bautizar como Movimiento Pánico.[7]               |
| 2024 | Juan Antonio González Iglesias                    | Poesía[8] |